# Anna Gesa-Raija Lappe
Anna Gesa-Raija Lappe (* 1991 in Hamburg) ist eine deutsche Schauspielerin.

## Leben
Lappe absolvierte bis 2017 ihre Ausbildung an der Akademie für Darstellende Kunst Baden-Württemberg in Ludwigsburg. Sie arbeitete dort u. a. mit Christiane Pohle, Robert Borgmann, Armin Petras, Wolfgang Michalek, Tom Stromberg, Béla Tarr, Ida Kelarová und Sandra Strunz zusammen. Für ihre Arbeit in Die Unerhörte (Regie: Anna-Elisabeth Frick), die 2017 den Preis des Körber Studio Junge Regie gewann, wurde sie von Zeitschrift Theater heute als Nachwuchsschauspielerin des Jahres nominiert. 2018 wechselte Lappe gemeinsam mit Anna Bergmann an das Badische Staatstheater Karlsruhe und wurde 2019 für ihre Darstellung der Ellida in Nora, Hedda und ihre Schwestern erneut zur Nachwuchsschauspielerin des Jahres nominiert. Seit 2020  ist Anna Gesa-Raija Lappe Teil des Ensembles der Münchner Kammerspiele.
Im Februar 2021 outete sich Anna Gesa-Raija Lappe im Rahmen der Initiative ActOut im SZ-Magazin mit 184 anderen lesbischen, schwulen, bisexuellen, queeren, nicht-binären und trans* Schauspielern.
Anna Gesa-Raija Lappe lebt in Berlin und München.

## Film (Auswahl)
- 2017: Die Freibadclique (Regie: Friedemann Fromm); Rolle: Ulla
- 2021: Trümmermädchen (Regie: Oliver Kracht); Rolle: Karin
- 2024: Der Alte: Crash (Regie: Christoph Ischinger; Fernsehserie); Rolle: Elva Klein

## Theater (Auswahl)

### 2015
- 5.6.-11.6. (tot) 15.6. (Auferstehung) nach Einar Schleef (Regie: Christiane Pohle); Akademie für Darstellende Kunst Baden-Württemberg, Ludwigsburg
- THE DEATH IS NOT THE END (Leitung: Tom Stromberg, Leo Schmidthals); Internationales Sommerfestival Kampnagel, Hamburg[7]

### 2016
- Die Unerhörte nach Christa Wolf und Aischylos (Regie: Anna-Elisabeth Frick); Rolle: Kassandra; Akademie für Darstellende Kunst Baden-Württemberg, Ludwigsburg;
- Das letzte Abendmahl. Fenster auf, Seele raus – Gott lebt! (Leitung: Tom Stromberg); Rolle: Philippa; Akademie für Darstellende Kunst Baden-Württemberg, Ludwigsburg[8]

### 2017
- Wallenstein//Der Zukunft dunkles Land von Friedrich Schiller mit Texten von Wilke Weermann (Regie: Annika Schäfer und Wilke Weermann); Rolle: Graf Terzky; Theater Augsburg
- Der Kirschgarten von Anton Tschechow (Regie: Robert Borgmann); Rolle: Anja; Schauspiel Stuttgart[9]

### 2018
- Nora, Hedda und ihre Schwestern (Regie: Anna Bergmann); Rolle: Ellida; Badisches Staatstheater Karlsruhe[10]
- Elektra (Sophokles) (Regie: Anne Habermehl) Rolle: Elektra[11]
- In die Enge geht alles nach Marieluise Fleißer (Regie: Anne Habermehl) Rolle: Alma[12]

### 2023
- Die Vaterlosen  (Regie: Jette Steckel); Rolle: Marja Jefimowna Grekowa; Münchner Kammerspiele[13]

## Hörspiel
- Don Quijote (Regie: Kirstin Petri); SWR2
- Bestie Angerstein (Regie: Iris Drögekamp); SWR2
- Heimat Europa (Regie: Iris Drögekamp); SWR2[14]
- Schwestern (Regie: Alexander Schuhmacher); ARD Radio Tatort[15]
- Ende der Schonzeit (Regie: Alexander Schuhmacher); ARD Radio Tatort[16]